# 연인 3부작
연인 3부작은 김은숙 작가의 대표 시리즈로, SBS에서 방영한 《파리의 연인》, 《프라하의 연인》, 《연인》 등 세 작품을 가리킨다.

## 연인 3부작

### 파리의 연인
이 드라마는 2004년 6월 12일부터 2004년 8월 15일까지 SBS에서 방영된 주말 특별기획 드라마로, 최종회 시청률이 57.6%(닐슨미디어리서치 기준)를 기록하며 선풍적인 인기를 끌었지만 황당한 결말로 인해 《지붕뚫고 하이킥》과 더불어 충격적인 결말인 작품으로 현재까지 회자되고 있다.

### 프라하의 연인
이 드라마는 2005년 9월 24일부터 2005년 11월 20일까지 SBS에서 방영된 주말 특별기획 드라마로, 《파리의 연인》의 영광을 재현하고자 기획되었다. 하지만 초반에는 높은 시청률을 기록하며 순조로운 출발을 했지만, 뒤로 갈수록 구성의 산만함이 지적되며 기대에 못 미치는 결과를 낳았지만 시청률 30%를 넘기며 김은숙표 로맨스의 저력을 보여줬다.

### 연인
2006년 11월 8일부터 2007년 1월 11일까지 방영된 SBS 드라마 스페셜로, 영화 약속을 모티브로 제작하였다.

## 같이 보기
- 김은숙
- 신우철